# Lisa Beck
Lisa Beck (* 15. Dezember 1927 in Augsburg; † 17. Oktober 2024) war eine deutsche Grafikerin und Professorin für Schriftgestaltung.

## Leben
Elisabeth („Lisa“) Beck wuchs in Augsburg auf und besuchte die Maria-Theresia-Oberschule. Nach dem Abitur studierte sie von 1947 bis 1952 an der Werkkunstschule Augsburg in der Klasse für Gebrauchsgrafik bei Eugen Nerdinger und arbeitete danach freiberuflich als Grafikerin. 1960 kehrte sie als Dozentin an die Werkkunstschule zurück – zunächst nebenberuflich, später hauptamtlich. Aus der Zusammenarbeit mit Eugen Nerdinger, dessen engste Mitarbeiterin sie wurde, entstanden mehrere Standardwerke zur Schriftgestaltung. Nachdem die Werkkunstschule 1971 in die Fachhochschule Augsburg (heute Hochschule Augsburg) eingegliedert worden war, wurde Lisa Beck dort zur Professorin für Grafik-Design mit dem Schwerpunkt Schriftgestaltung berufen. Sie lehrte dort bis zu ihrem Ausscheiden aus der Universitätslaufbahn im Jahr 1990. Aus ihrem Unterricht ging eine ganze Generation  Schriftgestalter hervor. In einem ausführlichen Artikel zum 90. Geburtstag bezeichnete die Augsburger Allgemeine Lisa Beck als „legendäre Gestaltungs-Professorin“.
1998 erhielt sie das Bundesverdienstkreuz am Bande.